# Neri Cardozo
Neri Raúl Cardozo (Mendoza, 8 agosto 1986) è un ex calciatore argentino, di ruolo centrocampista.

## Carriera

### Club
Centrocampista di fascia, nel 2010 si è trasferito al Monterrey, dopo aver giocato nel Boca Juniors, squadra in cui ha esordito a 17 anni.

### Nazionale
Dopo l'oro vinto al campionato mondiale Under-20 del 2005, debuttò con la nazionale maggiore il 18 aprile 2007.

## Palmarès

### Club

#### Competizioni internazionali
- Coppa Sudamericana: 2

Boca Juniors: 2004, 2005
- Recopa Sudamericana: 3

Boca Juniors: 2005, 2006, 2008
- Coppa Libertadores: 1

Boca Juniors: 2007
- CONCACAF Champions League: 3

Monterrey: 2010-2011, 2011-2012, 2012-2013

#### Competizioni nazionali
- Campionato argentino: 4

Boca Juniors: Apertura 2005, Clausura 2006, Apertura 2008
Racing Club: 2018-2019
- Campionato messicano: 1

Monterrey: Apertura 2010
- InterLiga: 1

Monterrey: 2010

### Nazionale
- Campionato mondiale Under-20: 1

2005